# 보물섬 (유튜버)
보물섬은 이현석, 김동현, 강민석 3인조가 운영하는 유튜브 채널이다. 참교육, 몰카, 성대모사, 상황극 등을 주요 콘텐츠로 한다. 인덕대학교 방송연예과 유튜버의 원조격이자 더블비에게 유튜브를 한번 해 볼 것을 제안한 장본인이기도 하다.

## 개요
3명 모두 인덕대학교 개그 동아리 '스토커' 출신으로 같은 날 입대해 같은 부대에서 군 복무를 하던 중 군대에서 열린 개그 콘테스트에 참가하기 위해 개그 3인조를 구성하였고, 팀명 보물섬도 이때 결정되었다. 이후 본격적으로 유튜브와 페이스북을 활동을 시작하였고, 현재까지 꾸준하게 활동을 이어오고 있다.  보물섬은 채널 개설 초반 뛰어난 성대모사 실력으로 인기를 끌기 시작했고, 본격적인 활동을 시작한 지 약 2년 만인 2018년 8월 구독자 100만 명을 넘어섰다. 최근에는 레드벨벳, 김병만, 김상중, 김영철 등 유명 연예인을 게스트로 섭외할 정도로 인기가 상승했고, 방송 출연과 광고 등으로 점차 활동 영역을 넓혀가고 있다.
주요 컨텐츠로는  참교육연말정산,괴도퀴두,마피아,괴식대첩,이 있다
참교육 연말정산
2019년 주최자 김동현 
2020년 주최자 강민석 12p 김동현 11p 이현석 9p
2021년 주최자 김동현참교육 공산주의 
2022년 강민석 10,이현석 10,김동현 14
2023년 강민석 12,12,18김동현
괴두퀴두 1-6탄
마피아 2탄
괴식대첩 1-17회

## 같이 보기
- 더블비
- 돌잼
- 싱싱한 싱호
- 김동무